# Heinrich Schultz
Heinrich Schultz (født 12. november 1938 i Flensborg) har været en fremtrædende organisationsmand i det danske mindretal i Sydslesvig. For sine fortjenester har han bl.a. fået tildelt Dannebrogsordenen.
Faderen hed også Heinrich, var møbelpolstrer med egen virksomhed i Flensborg, og han var dansk statsborger og dansksindet; men kunne ikke tale ret meget dansk grundet omstændighederne af den tid, han var opvokset i. Familien havde valgt at bevare deres danske statsborgerskab, og børnene blev med stor selvfølge sat i dansk skole i efterkrigstidens Flensborg, hvor dansksindede i stor udstrækning blev udsat for forfølgelse. Som et eksempel i den stadigt tilbagevendende debat om sprog og sindelag i grænselandet hører vi her om Heinrich Schultz senior, der holdt fast ved sin danske nationalitet uden at mestre sproget. Heinrich Schultz junior blev lærer og foreningsmand, og hans første kone Jeanne var fra Sjælland, så han har dagligt talt rigtig meget dansk, også med døtrene Helene og Inken; men man kan stadig høre hans tyske accent. Broderen Joachim, der viderefører faderens virksomhed i Frisergaden i Flensborg, taler plattysk med svendene på værkstedet, og selv om han derved sjældnere har lejlighed til at bruge sit danske, taler han et accentfrit dansk, der lader formode, at han skulle komme et sted fra længere oppe i Jylland. Vi vælger ikke selv vore sproglige evner.
Heinrich jun. gik på Hestevandsskolen (Am Pferdewasser), Nørreportskolen og Gustav Johannsen-Skolen, altsammen danske skoler i Flensborg. På »Gustav« tog han realeksamen i 1956 og læste derefter til lærer på Ribe Statsseminarium (lærereksamen 1961) og fortsatte som værnepligtig soldat i Fredericia, da han jo var dansk statsborger. I disse år voksede hans kærlighed til Danmark, men da han blev mobbet med sin tyske accent, stod det efterhånden klart, at han ville vende tilbage til Sydslesvig, og da han modtog et tilbud fra skoledirektør Christian Thorup Nielsen i Dansk Skoleforening for Sydslesvig om at blive lærer på den dansk-frisiske skole i Lindholm, slog han til og startede 1. november 1962; men kun nogle måneder efter kom han 1. maj 1963 til den danske skole i Bredsted, hvor den stovte sydslesviger Sigfred Andresen var skoleleder. Heinrich har ved flere lejligheder tilkendegivet, at Sigfred fik stor betydning for hans dannelse og indstilling i de syv år, hvor han var hos ham i Bredsted. 
I 1969 blev Heinrich Schultz skoleleder på Garding danske Skole i Ejdersted, da den hidtidige skoleleder Hans Petersen havde søgt forflyttelse til Rendsborg efter at have fået en kræftsygdom. 
Heinrich var leder på skolen i Garding i 30 år, hvorefter han flyttede til Krimm ved Tating i Ejdersted med sin anden kone Wibke, der har repræsenteret SSW i Garding byråd. Heinrich fik herefter ansættelse på Jaruplund Højskole frem til sin pensionering.
Allerede i sin Bredsted-tid deltog Heinrich i dansk mindretalsarbejde. Det kunne i øvrigt ikke være anderledes med Sigfred som skoleleder. Men med sin egen baggrund i bagagen ville det nu nok være kommet dertil alligevel. Allerede før 1970 var han næstformand i SdU og formand i Husum/Ejdersted hovedkreds.
I 1970 blev Heinrich Schultz formand for Sydslesvigs danske Ungdomsforeninger (SdU). Denne betydningsfulde post opnåede han i en relativt ung alder. Han var formand i 10 år. I Heinrichs formandsperiode blev SdU medlem af FUEV, en sammenslutning af europæiske mindretal, hvor Heinrich var præsident for Ungdomskommissionen 1974–1978, og i 2004 blev han vicepræsident.
Siden 1970 var Heinrich aktiv på lokal- og amtsplan i Sydslesvigsk Forening (SSF, den kulturelle paraplyorganisation, Dachverband), og i 1983 blev han næstformand , og 1987–2003 var han formand, hvilket betragtes som en høj post inden for mindretallet. Derudover var han 1983–86 formand for SSF's Årsmødeudvalg, der planlægger de store årlige stævner i juni måned, og efterfølgende 1986–88 formand for SSF's Presseudvalg.
Heinrich var medlem af Det sydslesvigske Samråd 1971–80 og igen fra 1987, og han var formand for Samrådet 1994–2002. Han har endvidere haft sæde i det dansk-tyske kontaktudvalg i Bonn/Berlin i perioden 1987–2003. Han har også været bestyrelsesmedlem i Danmarks-Samfundet.
Fra 2006 har Heinrich været formand for TV-Syds Støtteforening.
Heinrich lagde mange kræfter i at bestride sine hverv. Han havde stor kampgejst, og han kunne være benhård, så ud over venner har han også fået en del fjender, men også dé må indrømme, at han har været en dygtig politiker. Ud over Dannebrogsordenen har han også fået den tyske forbundsrepubliks fortjenstkors samt SdU's guldnål. På sin 70-års fødselsdag fik han endvidere overrakt SSF's guldnål som den 18. modtager i rækken.